# حبیبه سعدو
حبیبه سعدو (عربی: حبيبة سعدو؛ زادهٔ ۱ نوامبر ۱۹۸۶) بازیکن فوتبال است.
وی همچنین در تیم ملی فوتبال Algeria بازی کرده‌است.